# Заличителят
„Заличителят“ (на английски: Eraser) е американски екшън филм от 1996 година на режисьора Чък Ръсел, с участието на Арнолд Шварценегер, Джеймс Каан, Ванеса Уилямс, Джеймс Кобърн и Робърт Пасторели. Премиерата на филма в САЩ е на 21 юни 1996 г.

## Сюжет
Внимание:  Текстът по-долу разкрива сюжета на произведението (или части от него)!
Джон Крюгер е един от най-добрите федерални маршали в САЩ и работи в програмата за защита на свидетелите. Той напълно „заличава“ самоличността на свидетеля, който е под закрилата на правителството на САЩ, като често имитира смъртта на свидетеля и членовете на неговото семейство. След „смъртта“ човекът получава нови документи и започва живот на съвсем друго място, без страх от отмъщение за показанията си. За да се избегне и най-малкото изтичане на информация, действията на Крюгер се основават на абсолютна тайна – никой, дори неговият непосредствен началник, не знае нито новото име на свидетеля, нито новото му местоположение.
ФБР се обръща към Лий Кълън, служителка на голяма оръжейна корпорация Cyrez. Кълън успява да проследи и запише на диск данни за незаконни доставки на най-новите електромагнитни оръжия до други страни. Дискът попада във ФБР, а Уилям Донохю, вицепрезидент на Cyrez, разбира за това и се самоубива. Но започналото разследване е неочаквано смъртоносно за самата Кълън, тъй като Cyrez има високопоставени поддръжници в правителството на САЩ; един от тях е Даниел Харпър, заместник-министър на отбраната на САЩ. За да спаси Кълън от сигурна смърт, шефът на Крюгер му възлага да пази момичето. Крюгер отвежда Кълън в Ню Йорк и я крие при една от своите подопечни – възрастната азиатка Мей Линг, която някога Крюгер е спасил от безмилостната Якудза.
Обратно във Вашингтон Крюгер се среща със своя колега и приятел Робърт ДеГуерин, който изведнъж организира провокация в зоопарка и обвинява Крюгер за това. Всъщност ДеГуерин отдавна работи за престъпници, продавайки строго секретна информация за местонахождението на свидетелите и новите им данни. Шокиран от такова предателство, Крюгер въпреки това се измъква от капана и отново спасява Кълън. Крюгер незабавно информира шефа си Артър Белър, че ДеГуерин е престъпник, а ДеГуерин от своя страна обвинява Крюгер в предателство. Белър е объркан – не знае на кого да повярва сега.
Решавайки да действа сам, Крюгер прибягва до помощта на Джони Кастелеоне, друг свидетел, който някога е спасил. Те влизат в сградата на корпорацията Cyrez и Кастелеоне разбира, че най-новите електромагнитни оръжия се продават на известния руски мафиот Сергей Петровски. За да осуети сделката, Крюгер и Кастелеоне пристигат на пристанището, за да се свържат с местните италиански мафиоти, които контролират пристанищната зона. Когато „възкръсналият“ Кастелеоне се появява пред италианските мафиози, те първо са изключително депресирани, а след това се вбесяват и искат да убият предателя. Но Кастелеоне и Крюгер успяват да ги убедят да сключат примирие, тъй като са готови да предоставят на италианците информация за „тъмни дела“ в пристанището, което италианските мафиоти смятат за „тяхна територия“. В резултат италианците решават да помогнат на Крюгер и заедно с него атакуват кораба на Петровски, докато зареждат оръжия. ДеГуерин е ранен, а пристигналата полиция и ФБР изземат контейнерите с оръжия, убедени в верността на думите на Крюгер.
ДеГуерин и заместник-министърът на отбраната Харпър са арестувани и изправени пред съда. По време на процеса двама от основните свидетели на обвинението, Кълън и Крюгер, са внезапно убити - микробусът, в който са пътували, е взривен. Радостният ДеГуерин и Харпър напускат съда в лимузина, те са свободни, тъй като свидетелите на техните престъпления са мъртви. Но изведнъж лимузината спира точно на влаковите релси и вратите са блокирани. Мобилният телефон на ДеГуерин звъни и той чува фразата: „Току-що сте изтрити“. Веднага ДеГуерин разбира всичко: Крюгер и Кълън не са загинали по време на „експлозията на микробус“, това е умела имитация на Крюгер. И секунда по-късно влак се блъска в лимузината със заключените злодеи...

## Актьорски състав
| Актьор             | Роля                                                                             |
| ------------------ | -------------------------------------------------------------------------------- |
| Арнолд Шварценегер | Американски Маршал Джон „Заличителят“ Крюгер                                     |
| Джеймс Каан        | Американски Маршал Робърт ДеГуерин                                               |
| Ванеса Уилямс      | Лий Кълън - служителка на оръжейна компанията Cyrez                              |
| Джеймс Кобърн      | Артър Белър - шеф на WITSEC (Федерална програма за защита на свидетелите на САЩ) |
| Робърт Пасторели   | Джони Кастелеоне – бивш италиански мафиот, включен в програмата на WITSEC        |
| Джеймс Кромуел     | Уилям Донохю - вицепрезидент на международния отдел в оръжейна компанията Cyrez  |
| Дани Нучи          | Монро - заместник на шеф на WITSEC                                               |
| Анди Романо        | Даниел Харпър - заместник-министър на отбраната на САЩ                           |
| Джо Витерели       | Тони „Два пръста“ – италиански мафиот                                            |
| Олек Крупа         | Сергей Иванович Петровски – руски мафиот, контрабандист на оръжие                |
| Гери Бекер         | Юджийн Морхарт                                                                   |
| Ник Чинлунд        | агент Колдерон                                                                   |
| Майкъл Папажон     | агент Шиф                                                                        |
| Кенет Тод Фрийман  | агент Датон                                                                      |
| Марк Ролстън       | Дж. Скар                                                                         |
| Джон Слатъри       | агент Корман                                                                     |
| Робърт Миранда     | Фредиано                                                                         |
| Рома Мафия         | Клер Айзъкс                                                                      |
| Тони Лонго         | „Малкият Майк“ – италиански мафиот                                               |
| Джон Снайдър       | Сэл – италиански мафиот                                                          |
| Рик Батала         | Кевин - барман                                                                   |
| Скип Судут         | Командир                                                                         |
| Свен-Оле Торсен    | руски мафиот – един от пазачите на Петровски                                     |
| Денис Форест       | системен администратор на оръжейна компанията Cyrez                              |
| Патрик Килпатрик   | Джеймс Хагърти - шеф по сигурността на оръжейна компанията Cyrez                 |

## Интересни факти
- Основните снимки на филма се състоят в Ню Йорк, включително на железопътната линия Харлем в Южния Бронкс, Централ парк и Чайнатаун, а Нюйоркският зоопарк, където се провежда епичната престрелка, е построен в студията на Warner Bros. до Калифорния. Във Вашингтон се провеждат снимките, свързани с държавни агенции.
- Филмът е номиниран за Оскар през 1997 г. в категорията „Най-добър монтаж на звук“.
- Оригиналното име на измислената оръжейна корпорация е Cyrex. Но когато филмът е напълно заснет и монтиран, реално съществуващата корпорация Cyrix (производител на микропроцесори) протестира и заплашва със съд, тъй като имената Cyrex/Cyrix са много сходни по звучене на английски. В резултат на това режисьорите трябва да сменят едното наименование с другото с помощта на ново цифрово изображение и да озвучат отново всички диалози във филма, където звучи „грешното“ име.
- Една от най-трудните сцени във филма е на Крюгер, бягащ от реактивен самолет, летящ в небето с 400 километра в час. Някои от физическите трикове в тази сцена са изпълнени от самия Арнолд Шварценегер. Например в един от триковете Шварценегер трябва да „падне“ от височина от 65 фута (почти 20 метра), докато се спуска вертикално, и да извърши задно салто в средата на полета. Арнолд успява едва след седмия опит.

## В България
В България филмът е излъчен по bTV Action с български дублаж.